# Edmond Dame
Edmond Dame   (Rouvroy, 4 de novembre de 1893 - 13è districte de París, 31 d'agost de 1956) va ser un lluitador francès, que combinà la lluita lliure i la lluita grecoromana, que va competir durant la dècada de 1920.
El 1920 va prendre part en els Jocs Olímpics d'Anvers, on quedà eliminat en sèries de la competició del pes pesant del programa lluita grecoromana. Als Jocs de París de 1924 fou quart en la prova del pes pesant de lluita lliure i cinquè en la del pes pesant de lluita grecoromana del programa de lluita. El 1928 va disputar els tercers i darrers Jocs a Amsterdam. Guanyà la medalla de bronze en la competició del pes pesant del programa lluita lliure.
Durant la seva carrera també guanyà dues medalles de bronze al Campionat d'Europa de lluita.